# Charles Webb
Charles Webb (ur. 9 czerwca 1939 w San Francisco, zm. 16 czerwca 2020) – amerykański pisarz, autor powieści Absolwent, która została później sfilmowana. 
Inne sfilmowane powieści to
- The Marriage of a Young Stockbroker
- New Cardiff - film Miasto Nadziei.

W 2007 pisarz wydał kontynuację Absolwenta - Home School.